# Anton Wallroth
Anton Wallroth (* 14. August 1876 in Birkenfeld; † 23. Februar 1962 in Lübeck) war ein deutscher Politiker in der Deutschnationalen Volkspartei, Landrat des Kreises Flensburg-Land und Regierungspräsident der Provinz Schleswig-Holstein.

## Leben
Anton Wallroth war ein Sohn des Juristen Peter Wallroth (1844–1895), der zum Zeitpunkt seiner Geburt Staatsanwalt im oldenburgischen  Birkenfeld war und später Amtsrichter in Bad Schwartau wurde. Der Eutiner Superintendent Anton Friedrich Christoph Wallroth war sein Großvater. Er studierte Verwaltungsrecht. Am 28. Oktober 1910 wurde er Landrat des Kreises Flensburg-Land. Wallroth galt als tüchtiger Verwaltungsbeamter und erwarb im Ersten Weltkrieg bei der Landbevölkerung großes Vertrauen. Als exzellenter Fachmann blieb er in der Revolutionszeit 1918/19 im Amt. Zu seinen vorgesetzten Behörden unterhielt Wallroth vorbildliche Verbindung und schaffte es so, dass der Kreis Flensburg stets mit ausreichenden finanziellen Mitteln ausgestattet wurde.
Wallroth war 1919/20 führend am „Abstimmungskampf“ in Schleswig-Holstein über die Zugehörigkeit zum Deutschen Reich oder zu Dänemark beteiligt. Er arbeitete im Deutschen Ausschuss mit, der federführend alle deutschen Aktivitäten steuerte, und er zählte zu den Förderern zahlreicher nationaler Kundgebungen wie dem Deutschen Tag auf dem Scheersberg im Mai 1919. Dabei traten Redner auf, die Weimarer Republik scharf kritisierten. Unter anderen sprach auf persönliche Einladung Wallroths dessen Schwager Paul von Lettow-Vorbeck. Wallroth wirkte zudem neben anderen Persönlichkeiten des Kreises Flensburg-Land Initiator an der Gründung des „Deutsch-Schleswig-Holsteinischen Schutz- und Trutzverbandes“, dem Vorläufer des am 6. Juli 1919 in Sörup gegründeten Schleswig-Holsteiner Bundes mit. Aufgrund dieser Aktivitäten und Verbindungen sollte Wallroth im August 1919 zum Regierungspräsidenten nach Lüneburg strafversetzt werden, obgleich er als tüchtiger Beamter galt. Seine Versetzung wurde jedoch Ende August 1919 zurückgenommen. Dazu kam es nach zahlreichen Protesten, da sich das preußische Innenministerium dem Druck der konservativen Kreistagsmehrheit beugte und keine Maßnahme durchführen wollte, die die Stimmung unter der Bevölkerung negativ beeinflussen konnte. 
Beim Kapp-Putsch im März 1920 zählte Wallroth zwar nicht zu den aktiven Teilnehmern, geriet aber bei der Verhinderung des Landarbeiterstreiks im östlichen Angeln erheblich in Verdacht, so dass auch gegen ihn ein Untersuchungsverfahren eingeleitet wurde, das letztlich nur aufgrund seiner Position in der Abstimmungsauseinandersetzung eingestellt wurde.
In Folge des Preußenschlages wurde das DNVP-Mitglied Wallroth im Herbst 1932 Nachfolger von Waldemar Abegg (SPD) als Regierungspräsident der Provinz Schleswig-Holstein. Obgleich Wallroth nicht Mitglied der NSDAP war, verblieb er auf seinem Posten. Trotz einer Fördermitgliedschaft in der SS befand er sich als Regierungspräsident unter besonderem Anpassungsdruck. Wallroth kooperierte mit den neuen Machthabern. Er flankierte dabei auch die NS-Verfolgung mit Verwaltungsmaßnahmen wie 1933 die Überweisung von „Schutzhäftlingen“ in Konzentrationslager.
Als Anton Wallroth im Februar 1938 in den Ruhestand versetzt wird, bescheinigt ihm Oberpräsident und NSDAP-Gauleiter Hinrich Lohse, dass er „stets bestrebt gewesen“ sei, „der neuen Zeit und dem neuen Staat Verständnis entgegenzubringen“. Das betont Lohse, weil Wallroth kein NSDAP-Parteibuch besitzt und ihn deshalb viele Nationalsozialisten mit Argwohn betrachten.

## Ehrungen
Nach Anton Wallroth ist das „Wallroth-Haus“ auf dem Scheersberg benannt, heute ein unter Denkmalschutz stehendes Gebäude der Internationalen Bildungsstätte Jugendhof Scheersberg.